# Dieciocho grandes preludios corales

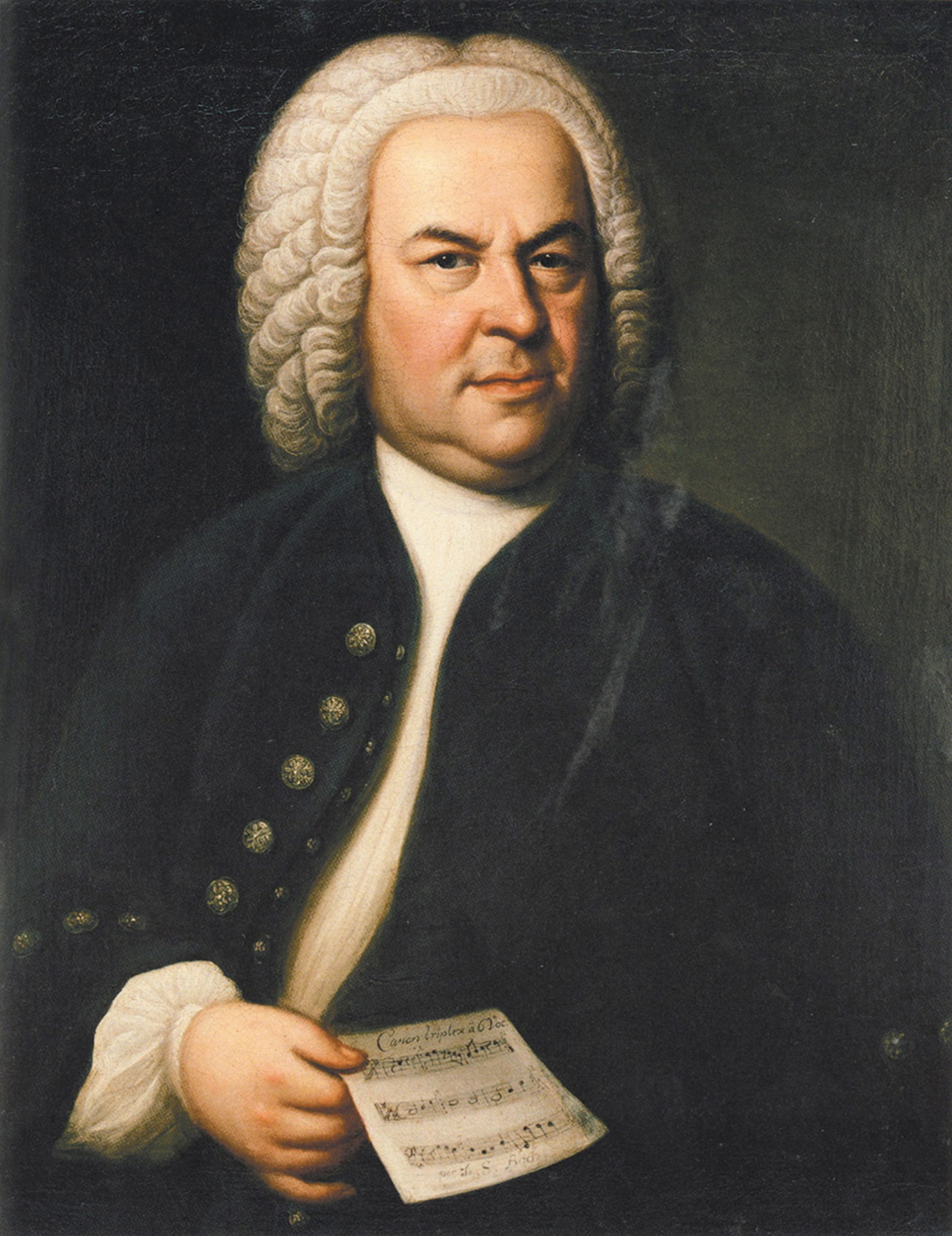
Johann Sebastian Bach, compositor de los Dieciocho grandes preludios corales, en 1746.

Los Grandes dieciocho preludios corales, BWV 651-668, son un conjunto de preludios corales para órgano preparados por Johann Sebastian Bach en Leipzig en su última década de vida (1740–1750), a partir de obras anteriores compuestas en Weimar, donde fue organista de la corte. Las obras forman una colección enciclopédica de preludios corales a gran escala, en una variedad de estilos que se remontan al siglo anterior, que Bach perfeccionó gradualmente durante su carrera. Junto con el Orgelbüchlein, las Corales Schübler, el tercer libro del Clavier-Übung y las Variaciones canónicas, representan la cumbre de la música sacra de Bach para órgano solista.

## Historia

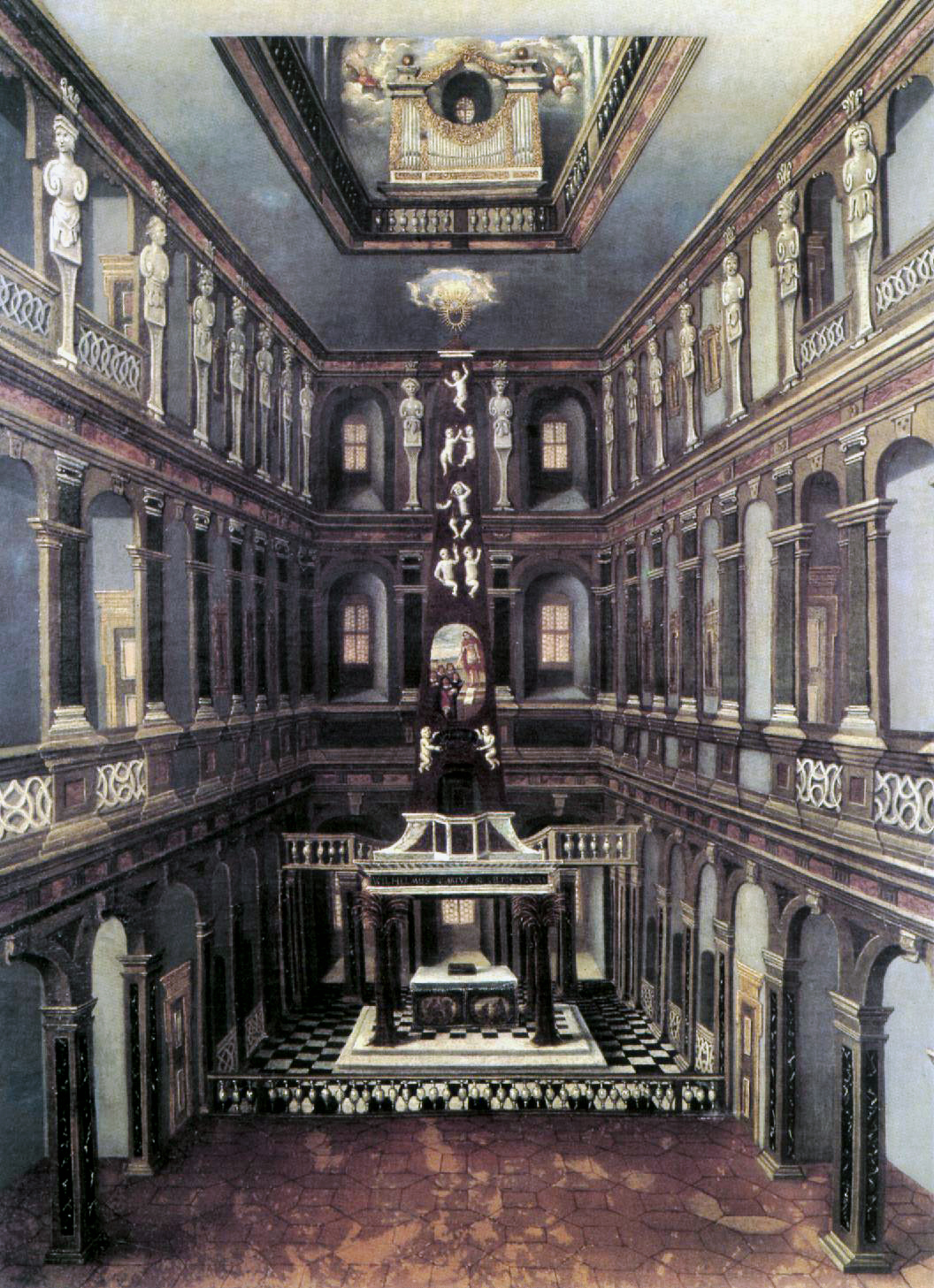
Schlosskirche en Weimar.

Se cree que las primeras versiones de casi todos los preludios corales se remontan a 1710-1714, durante el período 1708-1717, cuando Bach se desempeñó como organista de la corte y concertino en Weimar, en la corte de Guillermo Ernesto, duque de Sajonia-Weimar. Como resultado del estímulo del Duque, un devoto luterano y amante de la música, Bach desarrolló obras de órgano seculares y litúrgicas en todas sus formas, en lo que sería su período más productivo para la composición para órgano. Como menciona su hijo Carl Philipp Emanuel Bach en su obituario o nekrolog: «El deleite de su gracia en su interpretación lo impulsó a intentar todo lo posible en el arte de cómo tratar el órgano. Aquí también escribió la mayoría de sus obras de órgano». Durante la época de Bach en Weimar, se mejoró y amplió el órgano de la capilla considerablemente, ocupaba un desván en el extremo este de la capilla justo debajo del techo, tenía dos teclados manuales, un pedalero y alrededor de una docena de paradas, incluyendo, a pedido de Bach, una fila de campanas afinadas. Es probable que los preludios corales más largos que se compusieron luego cumplieran alguna función ceremonial durante los servicios en la capilla de la corte, como el acompañamiento de la comunión.
Cuando posteriormente Bach pasó a ocupar sus puestos como maestro de capilla en Köthen en 1717 y Thomaskantor en la iglesia de Santo Tomás de Leipzig en 1723, sus obligaciones no incluían específicamente composiciones para órgano. El manuscrito autógrafo de los Dieciocho grandes preludios, actualmente conservado como P 271 en la Biblioteca Estatal de Berlín, documenta que Bach comenzó a preparar la colección alrededor de 1740, después de haber completado la Parte III del Clavier-Übung en 1739. El manuscrito se compone de tres partes: las Seis sonatas a trío para órgano, BWV 525-530 (1727–1732); las Variaciones canónicas sobre "Vom Himmel hoch da komm 'ich her" BWV 769 añadidas al mismo tiempo que los preludios corales (1739-1750); y una versión temprana de Nun komm 'der heiden Heiland (1714-1717), adjunta después de la muerte de Bach.
Los primeros trece preludios corales BWV 651–663 los añadió el propio compositor entre 1739 y 1742, complementados por BWV 664 y 665 en 1746–1747. En 1750, cuando Bach empezó a sufrir de ceguera antes de su muerte en julio, los BWV 666 y 667 se los dictó a su alumno y yerno Johann Christoph Altnickol y los copió póstumamente en el manuscrito. Sólo ha sobrevivido la primera página del último preludio coral BWV 668, el llamado «coral del lecho de muerte», grabado por un copista desconocido. La pieza fue publicada póstumamente en 1751 como un apéndice del Arte de la fuga, BWV 1080 , con el título «Wenn wir in höchsten Nöthen sein» (BWV 668a), en lugar del título original «Vor deinen Thron tret ich hiermit» («Ante tu trono aparezco ahora»).
Ha habido varios relatos de las circunstancias que rodearon la composición de estos corales. El relato biográfico de 1802 de Johann Nikolaus Forkel de que Altnikol estaba copiando la obra en el lecho de muerte del compositor se ha descartado desde entonces: en la segunda mitad del siglo XVIII, se había convertido en una leyenda apócrifa, alentada por los herederos de Bach, Carl Philipp Emmanuel y Wilhelm Friedemann Bach. Sin embargo, la pieza ahora se acepta como una reelaboración planificada del preludio coral más corto «Wenn wir in höchsten Nöthen sein» (BWV 641) del Orgelbüchlein (circa 1715).

## Modelos compositivos

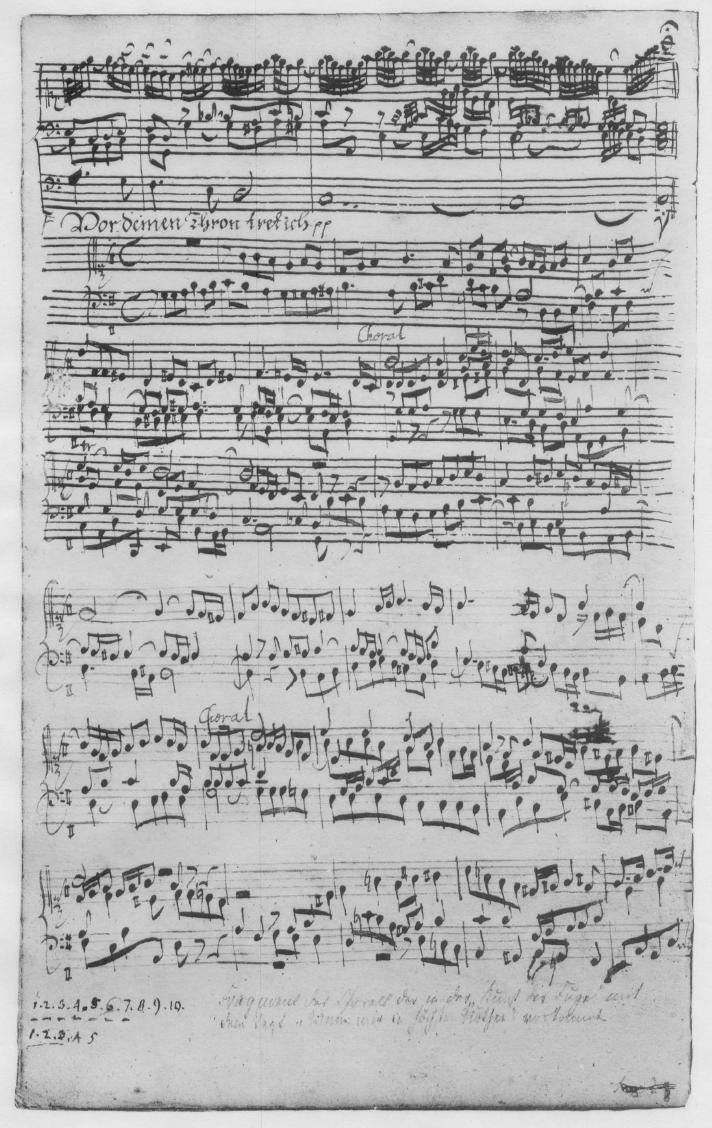
La única página que se conserva del manuscrito de «Vor deinen Thron tret ich», BWV 668, grabado por un copista desconocido en el último año de vida de Johann Sebastian Bach.

La amplitud de estilos y formas representados por los Dieciocho grandes preludios corales es tan diversa como la del Clave bien temperado de Bach para teclado. Las piezas son a gran escala y, a menudo, épica, en comparación con la reducida intimidad de los preludios corales del Orgelbüchlein. Muchos de los preludios corales rinden homenaje a modelos mucho más antiguos de la tradición litúrgica alemana (Georg Böhm, Dietrich Buxtehude y Johann Pachelbel), pero la influencia paralela de la tradición del concierto italiano es igualmente visible. Es un homenaje de mediados del siglo XVIII a las tradiciones musicales del siglo anterior. A diferencia de la Parte III del Clavier-Übung, donde Bach llevó sus técnicas de composición para el órgano a nuevos límites, la configuración coral de los Dieciocho grandes preludios corales representa «la quintaesencia de todo lo que elaboró en Weimar en este campo del arte»; «trascienden por su magnitud y profundidad todos los tipos anteriores de preludio coral»; y muestran una «mano de obra casi tan impecable como tenemos derecho a esperar de un ser humano». Los dieciocho se caracterizan por su acompañamiento libre e independiente que llena los largos intervalos entre los versos sucesivos del cantus firmus, una característica de su gran escala que no ha agradado a todos los comentaristas.

### Motete coral
El motete renacentista, en estilo madrigal, forma el modelo del motete coral, utilizado en BWV 665 y 666. Cada línea del coral se establece como un punto de imitación de las diferentes partes, que mantienen un ritmo común. Este estilo, el más antiguo utilizado por Bach, fue el empleado en sus cantatas de Mühlhausen, como la cantata fúnebre Actus Tragicus, BWV 106. Un rasgo distintivo común es el uso de figuras musicales para ilustrar líneas particulares o incluso palabras en el texto del himno.

### Partita coral
La partita coral es un conjunto de variaciones de una melodía coral. Normalmente, cada variación repite la melodía coral y es esencialmente un movimiento separado. Este estilo se remonta al compositor neerlandés Jan Pieterszoon Sweelinck y fue adoptado por sus alumnos alemanes Samuel Scheidt y Heinrich Scheidemann. La tradición la continuaron a finales del siglo XVIII Georg Böhm y Johann Pachelbel en Turingia, quienes proporcionaron el modelo para Bach. Éste, sin embargo, rompió la norma en los dos preludios corales de este género, BWV 656 y 667, que tienen cada uno solo un pequeño número de variaciones (3 y 2, respectivamente). Esto podría ser un homenaje a Dieterich Buxtehude, que había escrito partitas similares y cuya música y virtuosismo en el órgano es conocido por haber ejercido una influencia considerable en Bach en su juventud.

### Coral ornamental
En el coral ornamental, una forma inventada y popularizada en el norte de Alemania por Scheidemann, la melodía del coral la toma una voz en una forma elaborada y muy embellecida. Buxtehude fue uno de sus exponentes más célebres, con su ornamentación «vocal» expresiva individual.
En este estilo se escribieron cinco preludios corales de los Dieciocho: BWV 652, 653, 654, 659 y 662.

### Cantus firmuscoral
El cantus firmus coral: La melodía de la coral suena en notas largas a lo largo de la pieza. Fue establecido y popularizado en el centro de Alemania por Pachelbel. Uno de sus alumnos fue Johann Christoph Bach, el hermano mayor de Bach, quien a su vez le enseñó la técnica del teclado. Hay seis ejemplos de cantus firmus coral: BWV 651, 657, 658, 661, 663 y 668.

### Trío coral
El trío coral tiene la forma de una sonata a trío en la que las partes superiores se tocan en los dos teclados del órgano y la parte de bajo continuo se toca en los pedales. Bach elevó esta forma a la categoría de trío de sonatas italianas contemporáneas o conciertos dobles de Antonio Vivaldi y Giuseppe Torelli: es probablemente su innovación más original en el repertorio de corales para órgano. Los tres preludios corales virtuosos de este tipo son BWV 655, 660 y 664.

## Variantes
Los preludios corales originales compuestos en Weimar están numerados BWV 651a, 652a, etc. Cuando hay dos o tres versiones anteriores, la numeración utiliza otras letras del alfabeto, por ejemplo BWV 655a, 655b y 665c. La variante BWV 668a es la versión completa del preludio coral que se publicó como apéndice del Arte de la fuga, posiblemente para compensar la fuga final inconclusa, Contrapunctus XIV.

## Publicación
Los Dieciocho grandes preludios corales eran conocidos en toda Alemania a principios del siglo XIX, pero sólo el último preludio coral estaba disponible en forma impresa, en varias ediciones, gracias a su reputación como el «coral del lecho de muerte». Antes de las dos ediciones de Leipzig de Felix Mendelssohn en 1846 (que omitió BWV 664, 665, 666 y 668) y de Friedrich Konrad Griepenkerl y Roitzsch en 1847 (que estaba completo), el único otro preludio coral publicado de los Dieciocho grandes fue el brillante trío Allein Gott, BWV 664, que apareció en 1803 como uno de los 38 preludios corales en la antología de cuatro volúmenes de J. G. Schicht. Los dos preludios corales Nun komm 'der heiden Heiland, BWV 659 y Schmücke dich, o liebe Seele, BWV 654, se había convertido, sin embargo, en los favoritos. Mendelssohn y Robert Schumann veneraron a Schmücke dich: Schumann recordó que Mendelssohn confesó después de una actuación que «si la vida me privase de la esperanza y la fe, este único coral me llenaría de ambos». Tras la popularización de Mendelssohn de estas obras, la edición definitiva de Bach-Gesellschaft, editada por Wilhelm Rust, se publicó en Leipzig en 1875.